# Callobius balcanicus
Espèce
Synonymes
- Amaurobius claustrarius balcanicus Drensky, 1940

Callobius balcanicus est une espèce d'araignées aranéomorphes de la famille des Amaurobiidae.

## Distribution
Cette espèce est endémique de Bulgarie.

## Description
Les mâles mesurent de 8 à 9 mm et les femelles de 10 à 12 mm.

## Étymologie
Son nom d'espèce lui a été donné en référence au lieu de sa découverte, les Balkans.

## Publication originale
- Drensky, 1940 : Die Spinnenfauna Bulgariens IV. Mitteilungen aus den Königlichen Naturwissenschaftlichen Instituten in Sofia, vol. 13, p. 169-194.